# سه‌گانه در المپیک تابستانی

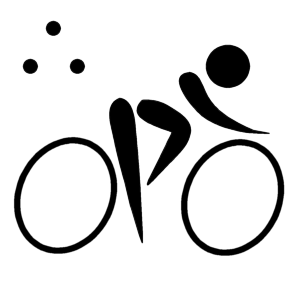
پیکتوگرام های ورزش های المپیک - ورزش سه گانهدر زمینه ای دوچرخه سواری

سه‌گانه در بازی‌های المپیک تابستانی نام رویدادهای ورزش سه‌گانه در بازی‌های المپیک تابستانی است که هر چهار سال یک بار از سال ۲۰۰۰ برگزار می‌شود.

## جدول مدال‌ها
| رتبه  | کشور                      | طلا | نقره | برنز | مجموع |
| ۱     | سوئیس (SUI)               | ۲   | ۰    | ۲    | ۴     |
| ۲     | استرالیا (AUS)            | ۱   | ۲    | ۲    | ۵     |
| ۳     | نیوزیلند (NZL)            | ۱   | ۱    | ۱    | ۳     |
| ۴     | کانادا (CAN)              | ۱   | ۱    | ۰    | ۲     |
| ۴     | آلمان (GER)               | ۱   | ۱    | ۰    | ۲     |
| ۶     | بریتانیای کبیر (GBR)      | ۱   | ۰    | ۱    | ۲     |
| ۷     | اتریش (AUT)               | ۱   | ۰    | ۰    | ۱     |
| ۸     | پرتغال (POR)              | ۰   | ۱    | ۰    | ۱     |
| ۸     | اسپانیا (ESP)             | ۰   | ۱    | ۰    | ۱     |
| ۸     | سوئد (SWE)                | ۰   | ۱    | ۰    | ۱     |
| ۱۱    | جمهوری چک (CZE)           | ۰   | ۰    | ۱    | ۱     |
| ۱۱    | ایالات متحده آمریکا (USA) | ۰   | ۰    | ۱    | ۱     |
| مجموع | مجموع                     | ۸   | ۸    | ۸    | ۲۴    |